# Rio Tinto (stacja kolejowa)
Rio Tinto (port: Estação Ferroviária de Rio Tinto) – stacja kolejowa w Rio Tinto, w dystrykcie Porto, w Portugalii. Znajduje się na Linha do Minho. Jest obsługiwany przez pociągi regionalne oraz CP Urbanos do Porto. 

## Historia
Stacja znajduje się na odcinku Linha do Minho między Campanhã i Nine, która weszła do służby wraz z Ramal de Braga 21 maja 1875 r.

## Linie kolejowe
- Linha do Minho